# Aedes diazi
Aedes diazi är en tvåvingeart som beskrevs av Schick 1970. Aedes diazi ingår i släktet Aedes och familjen stickmyggor. Inga underarter finns listade i Catalogue of Life.